# 金兰路站
金兰路站是一个位于中华人民共和国云南省昆明市西山区福海街道滇池路与金兰路交叉口北侧地下，属于昆明地铁5号线的地铁车站，2022年6月29日启用。

## 车站结构
本站为地下二层双跨岛式车站。
| 地面层          | 出入口                | 出入口                                 |
| 地下一层 站厅层 | 站厅                  | 票务服务、自动售票机、安检、进出站闸机 |
| 地下二层 站台层 |                       | █ 5号线往世博园（严家地）              |
| 地下二层 站台层 | 岛式站台，左侧開门    |                                        |
| 地下二层 站台层 | █ 5号线往宝丰（福海） |                                        |

## 出入口
本站设有5个出口：
|                       | 编号   | 地点 | 建议前往的目的地 | 照片 |
| 出口 · A · 升降机标志 | 福兴路 | 昆明市青少年活动中心、云南省人大常委会、西山区人民法院福海人民法院                                                                                 |                  |      |
| 出口 · B              | 滇池路 | 昆明滇池中学 |                  |      |
| 出口 · C              | 滇中路 | 福信花园、昆明伊斯兰教经学院、中国人寿保险股份有限公司云南省分公司、云南公正司法鉴定中心、昆明市第一水质净化厂、铭门高第、昆明滇池投资有限责任公司 |                  |      |
| 出口 · D              | 金兰路 | 福海中学、昆明市中级人民法院、云南出入境检验检疫协会、昆明老年大学、昆明市老年人活动中心、金兰小区、福源小区                                       |                  |      |
| 出口 · E              | 滇池路 | 恒大珺睿、昆明市消防救援支队特勤大队一站、云南省司法厅、金牛小区、盛高大城、云南师大附属小学（金牛校区）                                           |                  |      |
| 註： 設有             |        | |                  |      |